# Sampacho
Sampacho is een plaats in het Argentijnse bestuurlijke gebied Río Cuarto in de provincie Córdoba. De plaats telt 7.238 inwoners.